# Ingaóra

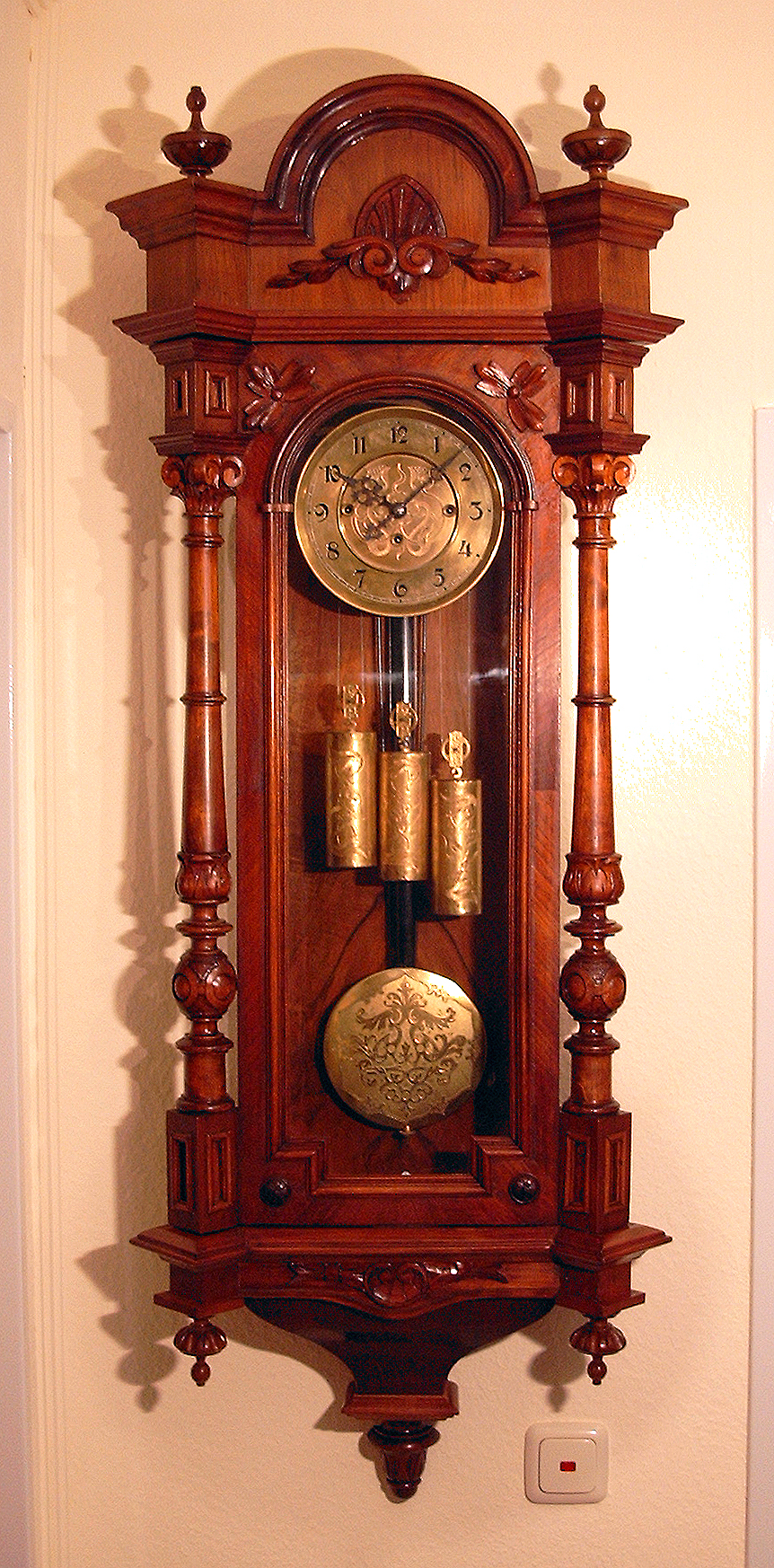

Az ingaóra mechanikus időmérő szerkezet, melyben a meghajtást végző spirálrugó, ill. súly gyorsuló mozgását gátlómű segítségével az egyenletesen mozgó inga fékezi, szabályozza. 
Lásd bővebben: Óra
Az inga periódusidejének kiszámítása: {\displaystyle T=2\pi {\sqrt {l \over g}}}